# Kepler-186
Kepler-186 — красный карлик класса M1 главной последовательности, расположенный на расстоянии около 580 световых лет в созвездии Лебедя.
Звезда прохладнее, чем Солнце, металличность составляет примерно половину солнечной. Это переменная звезда типа BY Дракона, её яркость немного меняется, вероятно, из-за пятен, с периодом 33,7 дней.
У звезды известно пять планет, в том числе первая планета земного размера на внешнем краю обитаемой зоны Kepler-186 f. Звезда имеет ещё четыре другие планеты, обнаруженные к настоящему времени, Kepler-186 b, Kepler-186 c, Kepler-186 d и Kepler-186 e, которые располагаются близко к звезде, на них слишком жарко, чтобы вода находилась в жидком состоянии.
Между орбитами Kepler-186 f и Kepler-186 e расположен широкий зазор. Симуляции показывают, что в нём могли сформироваться ещё две планеты земного размера, гораздо более пригодные для жизни, нежели известная планета f. Уменьшение прицельного параметра и глубины транзита Kepler-186 f, обнаруженные за время наблюдений космического телескопа «Кеплер», также независимо указывают на существование дополнительных «земель» в этом промежутке.
Тем не менее, точные параметры шестой и седьмой планеты остаются неизвестными, поскольку на момент миссии «Кеплера» они не проходили по диску Kepler-186 f с точки зрения земного наблюдателя. Если предположить, что в системе действует аналог правила Тициуса-Боде, то периоды пока гипотетических Kepler-186 g и Kepler-186 h составляют около 43 и 69 суток соответственно, а инсоляция — 125 % и 68 % от земной. Вполне возможно, что к моменту начала наблюдений телескопом PLATO хотя бы одна из них станет транзитной с Земли благодаря прецессии собственной орбиты.